# Othr
OTHR là thương hiệu thiết kế các vật thể in 3D độc đáo cho ngôi nhà, được tạo ra với sự cộng tác của các nhà thiết kế hàng đầu thế giới.
Ra mắt vào tháng 5 năm 2016, OTHR hợp tác với các nhà thiết kế quốc tế để phát triển các sản phẩm bằng vật liệu chất lượng cao từ sứ in 3D đến thép và kim loại quý. Các dòng sản phẩm mới ra mắt sau mỗi hai tuần. Các mục được tạo theo yêu cầu khi mua hàng và mỗi sản phẩm OTHR được đánh số riêng và kèm theo giấy chứng nhận tính xác thực.
OTHR được thành lập bởi các nhà thiết kế có trụ sở tại New York là Joe Doucet, Dean DiSimone và Evan Clabots. Các cộng tác viên thiết kế bao gồm Fort Standard (Brooklyn), Brad Ascalon (New York), Claesson Koivisto Rune (Stockholm), Todd Bracher (New York) và Michael Sodeau (London).
OTHR đã nhận được tài trợ từ các nhà đầu tư thiên thần giai đoạn đầu bao gồm các nhà đầu tư đằng sau Uber, Bonobos và SoulCycle, cùng với những người khác. 100 cộng tác viên thiết kế đầu tiên của OTHR cũng có vốn chủ sở hữu trong công ty.